# Bath City Football Club
Il Bath City Football Club è un club di calcio semiprofessionistico con sede a Bath, nel Somerset, in Inghilterra. Il club è affiliato alla Somerset FA e gareggia nella National League South, il sesto livello del calcio inglese. La squadra gioca le partite casalinghe al Twerton Park dal 1932.

## Storia
Il club prende il soprannome di The Romans, dall'antica storia romana di Bath. Il primo abbigliamento documentato indossato dai giocatori era costituito da pantaloncini blu e camicie bianche nel 1900, cambiato in strisce bianche e nere all'inizio del XX secolo e da allora i colori sociali sono rimasti. Lo stemma del club raffigura le mura del Borgo, che proteggevano la città in epoca romana. Twerton Park; una volta ospitava fino a 20 000 tifosi, ma tragedie come la strage di Hillsborough alla fine degli anni '80 e la successiva modernizzazione degli stadi di calcio hanno più che dimezzato quella cifra.
Nel 1889 Bath City si formò come Bath AFC (Bath Association Football Club) e iniziò a giocare al North Parade Ground di Bathwick; nella prima partita, il 10 ottobre 1889, persero 9–4 contro Trowbridge Town al The North Parade Ground. Una delle prime partite giocate in trasferta dal Bath AFC fu contro l’Bristol Rovers a Clifton, Bristol, davanti a 5.000 spettatori, il 30 ottobre 1889.
Hanno cambiato nome da Bath City a Bath Railway nel 1902. Quell'anno si formò una competizione annuale nota come "Bath District League", in cui il club gareggiò contro altri club di Bath, come Bath Rovers, Weston All Saints e Twerton Street Michaels. Il 26 luglio 1905, ripristinarono i nomi in Bath City FC. 

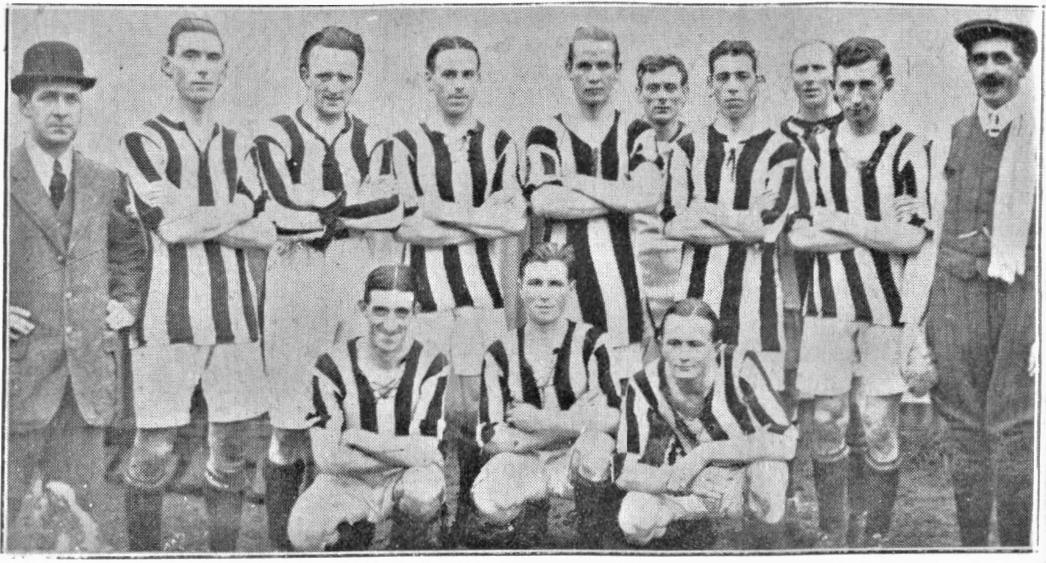
Formazione del Bath City nel 1920

L'anno successivo, il club si unì al Bristol e alla District League Division One, in cui rimasero per due anni. Il Bath rimase nella Western League fino al 1921, anno in cui entrò a far parte della sezione inglese della Southern League, una delle leghe più forti al di fuori della Football League. 
La squadra rimase nella Southern League fino al 1939, con l'ex giocatore del Liverpool e nazionale scozzese", Alex Raisbeck come allenatore della prima squadra dal 1938 al 1939.
Nel 1988 il Bath fu retrocesso dall'Alliance Premier League alla Southern Football League, che ora era formalmente il sesto livello. Hanno raggiunto il terzo turno della FA Cup durante la stagione 1993-1994, il 5 dicembre 1993, il secondo turno contro l'Hereford United è stato trasmesso in diretta su Sky Sports. Il club ha vinto 2-1, passando al turno successivo. Tuttavia, hanno perso 4-1 contro lo Stoke City in casa nel terzo. Quella stagione, il club vinse la Somerset Cup, e la vinse di nuovo nel 1995. Rimase nel quinto livello dal 1991 al 1997.
Nella stagione 2009-2010 i Romans vincono i play-off di Conference League South.
Nella sua storia il club ha raggiunto per sei volte il terzo turno della FA Cup, nel quale subentrano tutte le squadre della prima divisione inglese. Nella stagione 2014-2015 raggiunge per la prima volta nella sua storia la semifinale di FA Trophy.

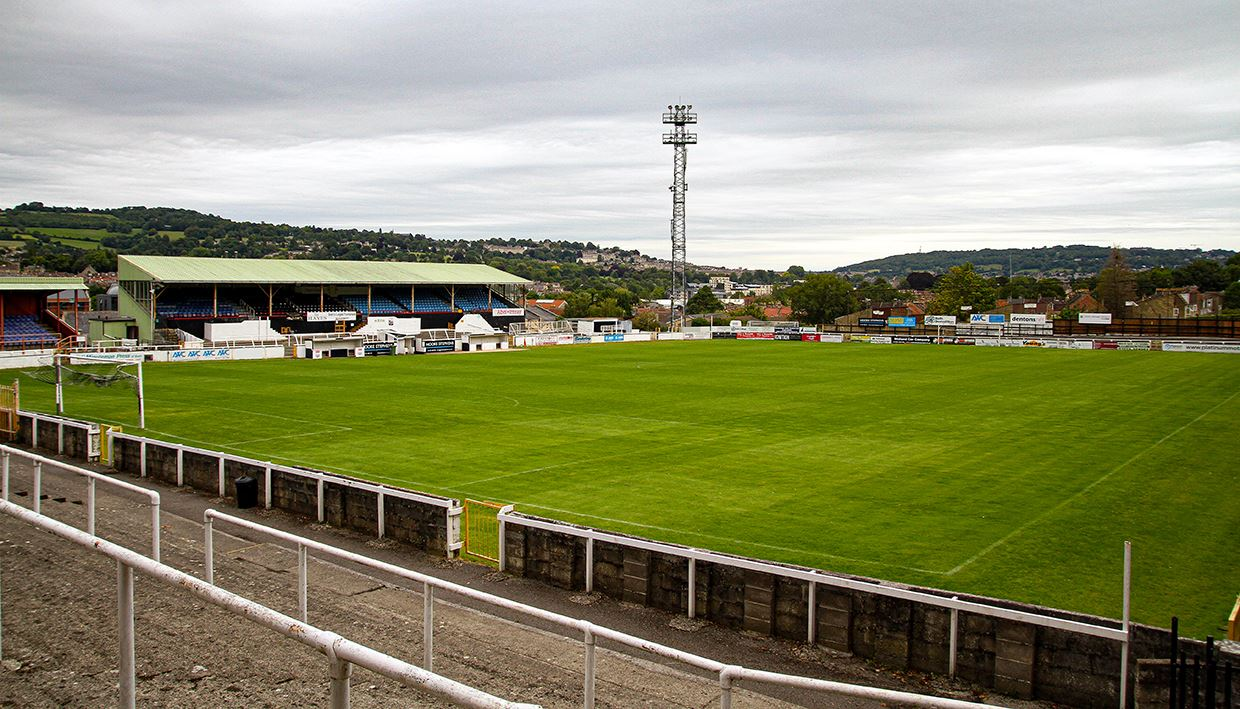
Twerton Park

## Fornitori di kit e sponsor di magliette
| Periodo   | Fornitore di corredi | Sponsor della maglia (petto) | Sponsor della maglia (manica) |
| --------- | -------------------- | ---------------------------- | ----------------------------- |
| 1985–1987 | Umbro                | Avon Graphics                | No sponsor                    |
| 1987–1988 | Umbro                | Diners                       | No sponsor                    |
| 1988–1989 | Umbro                | Beazer Homes                 | No sponsor                    |
| 1989–1990 | Spall                | Rajani                       | No sponsor                    |
| 1990–1992 | Umbro                | Design Windows               | No sponsor                    |
| 1992–1993 | Activity             | Bath Advertise               | No sponsor                    |
| 1993–1996 | Vandanel             | Bath Advertise               | No sponsor                    |
| 1996–1997 | Vandanel             | Bath Chronicle               | No sponsor                    |
| 1997–1998 | ICiS                 | Bath Chronicle               | No sponsor                    |
| 1998–2000 | Vandanel             | Bath Chronicle               | No sponsor                    |
| 2000–2002 | Branded              | Technic-Cal                  | No sponsor                    |
| 2002–2003 | Branded              | Bentley Jennison             | No sponsor                    |
| 2003–2006 | Erreà                | Bath Chronicle               | No sponsor                    |
| 2006–2007 | Erreà                | John Crick                   | No sponsor                    |
| 2007–2008 | Sports Italia        | Tilley's Bistro              | No sponsor                    |
| 2008–2010 | Joma                 | SN Scaffolds                 | No sponsor                    |
| 2010      | Joma                 | Inter Payroll                | No sponsor                    |
| 2010–2014 | Joma                 | Moore Stephens               | No sponsor                    |
| 2014–2015 | Jako                 | Tilley's Bistro              | No sponsor                    |
| 2015–2016 | Erreà                | Midland Car Company          | No sponsor                    |
| 2016–2017 | Erreà                | Sitec                        | No sponsor                    |
| 2017–2018 | Erreà                | Vass of Bath Ltd             | No sponsor                    |
| 2018–2019 | Erreà                | Bristol Airport              | Bath Ales                     |
| 2019–2020 | Bristol Sport        | Bristol Airport              | Bath Ales                     |
| 2020–2021 | Erreà                | BWW Communications           | J Reynolds (Western)          |
| 2021–2022 | Erreà                | Rocketmakers                 | J Reynolds (Western)          |
| 2022–2023 | Erreà                | The Belvoir Castle           | J Reynolds (Western)          |

## Allenatori
| Anni      | Allenatore      |
| --------- | --------------- |
| 1907–1909 | Ben Hargett     |
| 1909–1921 | Charles Pinker  |
| 1921–1925 | Billy Tout      |
| 1925–1927 | Charles Pinker  |
| 1927–1938 | Ted Davis       |
| 1938–1939 | Alex Raisbeck   |
| 1939–1947 | Ted Davis       |
| 1947–1950 | Vic Woodley     |
| 1950–1956 | Eddie Hapgood   |
| 1956–1957 | Paddy Sloan     |
| 1957–1961 | Bob Hewison     |
| 1961–1963 | Arthur Cole     |
| 1963–1964 | Malcolm Allison |
| 1964–1967 | Ivor Powell     |
| 1967–1971 | Arnold Rodgers  |
| 1971–1973 | Dave Burnside   |
| 1973–1975 | Bert Head       |
| 1975–1976 | Jack Smith      |
| 1976–1979 | Brian Godfrey   |
| 1979–1980 | Bob Boyd        |
| 1980–1982 | Stuart Taylor   |
| 1982–1988 | Bobby Jones     |
| 1988–1989 | Les Alderman    |
| 1989–1991 | George Rooney   |
| 1991–1996 | Tony Ricketts   |
| 1996–1998 | Steve Millard   |
| 1998–2001 | Paul Bodin      |
| 2001–2003 | Alan Pridham    |
| 2003–2005 | Gary Owers      |
| 2005–2008 | John Relish     |
| 2008–2012 | Adie Britton    |
| 2012–2016 | Lee Howells     |
| 2016–2017 | Gary Owers      |
| 2017–     | Jerry Gill      |

## Palmarès

### Competizioni nazionali
- Southern Football League: 5

1929-1930, 1932-1933, 1959-1960, 1977-1978, 2006-2007
- Southern Football League Cup: 1

1978-1979

### Competizioni regionali
- Western Football League: 1

1934
- Non League Championship Trophy: 1

1979
- Somerset Premier Cup: 25

1928–1929, 1931–1932, 1933–1934, 1935–1936, 1945–1946, 1946–1947, 1951–1952, 1952–1953, 1957–1958, 1959–1960, 1965–1966, 1967–1968, 1969–1970, 1977–1978, 1980–1981, 1981–1982, 1983–1984, 1984–1985, 1985–1986, 1988–1989, 1989–1990, 1993–1994, 1994–1995, 2007–2008, 2022–2023
- Somerset Professional Cup: 3

1930, 1934, 1936
- Western Counties Floodlit League Cup: 2

1976, 1980
- Somerset Senior League: 5

1923, 1930, 1932, 1934, 1935
- Bristol Charity League: 4

1913, 1914, 1930, 1931
- Bath Charity Cup: 3

1911, 1912, 1920

### Altri piazzamenti
- Southern Football League:

Secondo posto: 1989-1990, 2005-2006
Terzo posto: 1945-1946
- Coppa Anglo-Italiana:

Finalista: 1977, 1978

## Tifoseria
Il Bath ha stretto un rapporto amichevole con la squadra italiana Calcio Lecco, in cui onore ha preso i colori sociali per la seconda maglia. I club si affrontarono nella finale Coppa Anglo-Italiana del 1977, con la vittoria degli azzurri. Ciò non ha inasprito i rapporti, con i tifosi di entrambe le squadre che hanno celebrato il 40º anniversario della partita nel 2017 con una partita dei tifosi svoltasi nello stadio di Lecco Stadio Rigamonti-Ceppi.